# 李華炳
李華炳（？—？），山西省沁州直隸州武鄉縣人，清朝政治人物、進士出身。

## 生平
光緒二十九年，登進士，同年閏五月，以主事分部学习，授刑部主事，改兵部、学部主事。后在山西组织憲政活動。宣統二年，擔任資政院議員。民国年間，擔任山西学务公所议长。